# Anna (Großfürstin von Litauen)

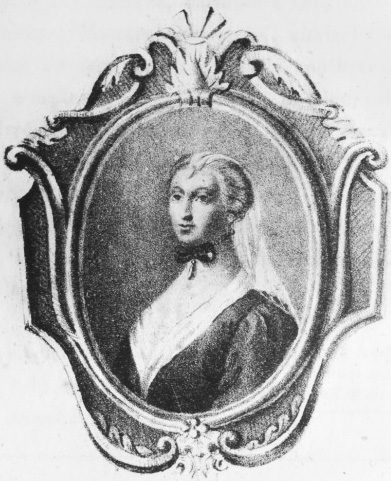
Künstlerische Darstellung von Anna aus dem 19. Jahrhundert.

Anna (Litauisch: Ona Vytautienė; * vor 1370; † 31. Juli 1418 in Trakai) war von 1392 bis 1418 die Großfürstin Litauens. Sie war wahrscheinlich die erste Ehefrau des litauischen Großfürsten Vytautas. Anna war die Mutter Sofias von Litauen, dem einzigen Kind von Vytautas und späteren Ehefrau von Vassilis I. von Moskau. Am bekanntesten ist sie dafür, dass sie Vytautas bei der Flucht aus dem Gefängnis in Krewa half und somit vermutlich sein Leben rettete. Wenig ist über Annas Leben bekannt und selbst ihre Herkunft ist bei Historikern umstritten.

## Leben

### Während der Bürgerkriege
Wahrscheinlich heirateten Anna und Vytautas um das Jahr 1370. Anna trat erstmals im Jahr 1382 in Erscheinung, als im litauischen Bürgerkrieg von 1381 bis 1384 ihr Ehemann von seinem Cousin Jogaila in der Burg Krewa gefangen gehalten wurde. Zwar stimmen alle historischen Berichte darüber ein, dass sie ihren Ehemann befreite, doch die Details variieren von Quelle zu Quelle. Es ist unklar, wie viel Freiraum Anna in Krewa hatte und ob sie bewacht wurde. In den litauischen Chroniken steht, dass sie zwei Zofen bei sich gehabt habe. Sie soll eine von ihnen überredet haben, mit Vytautas die Kleider zu tauschen, der dann unentdeckt fliehen konnte. Wigand von Marburg behauptete, dass Vytautas stattdessen in Annas Kleidern anstatt denen von einer ihrer Zofen gekleidet frei gekommen sei. Es wird angenommen, dass Anna in Krewa blieb und es gibt keine Informationen darüber, wie sie entkam oder befreit wurde. Teodor Narbutt (1784–1864) fügte der Geschichte später viele bunte Details hinzu, zum Beispiel dass Vytautas krank war und eine der Zofen namens Alena sich opferte, um ihren Herren zu retten.
Anna befand sich in Hrodna, als im Jahr 1389 der Putsch ihres Mannes, mit dem Ziel Vilnius zu erobern, fehlschlug. Nach dem gescheiterten Staatsstreich folgte Anna ihrem Ehemann zum Deutschen Orden, wo Vytautas um eine Allianz gegen seine Cousins Jogaila und Skirgaila im litauischen Bürgerkrieg von 1389 bis 1392 bat. Zeitweise wurde sie als Geisel gehalten, um zu garantieren, dass Vytautas die Allianz nicht bräche. Nachdem die Unstimmigkeiten 1392 geklärt worden waren, bestätigte Anna das Abkommen von Ostrów, den Friedensvertrag, der Vytautas zum Großfürst Litauens machte. Sie unterzeichnete zwei Briefe, einen für Jogaila und den anderen für dessen Frau Hedwig von Polen. Anna war weiterhin in der Politik aktiv und nahm an Verhandlungen über den Vertrag zu Salinwerder im Jahr 1398 teil.

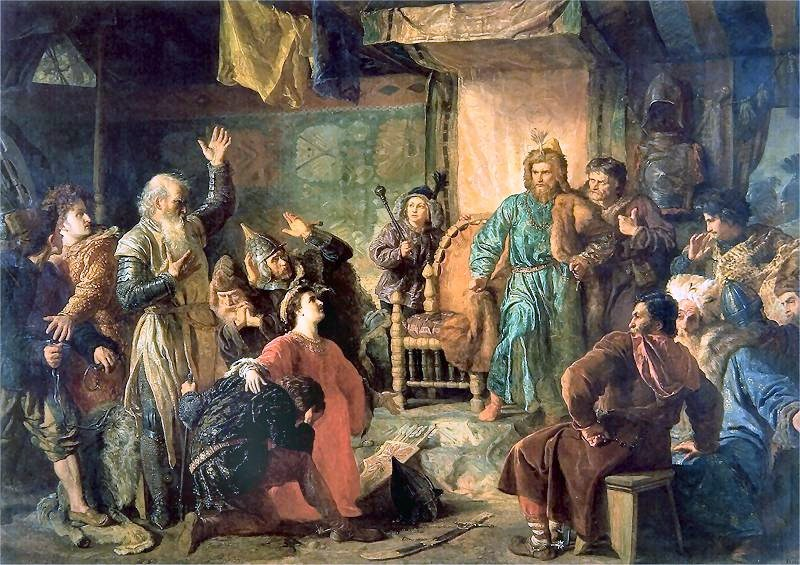
Kęstutis und sein Sohn Vytautas wurden 1382 von Jogaila in der Burg Krewa eingesperrt. Kęstutis starb nach einer Woche. Vytautas blieb ein paar Monate eingesperrt, bis er von seiner Ehefrau Anna gerettet wurde.

### Späteres Leben
Im Jahr 1400 besuchte Anna das Grab Dorotheas von Montau in Marienwerder (poln. Kwidzyn) und betete in den Kirchen der heiligen Anna in Brandenburg und der heiligen Barbara in Oldenburg. Dabei wurde sie von ihrem Schwager Sigismund Kęstutaitis und einer Eskorte von 400 Männern begleitet und mit teuren Geschenken und aufwändigen Empfängen begrüßt. Anna hielt weiterhin gute Beziehungen mit dem Deutschen Orden aufrecht, der ihr teure Geschenke sandte; dazu zählten ein Clavichord und ein Portativ im Jahr 1408 und seltener Wein im Jahr 1416. Sie starb 1418 und es wurde allen Kirchen in Preußen befohlen, Requien zu halten. Verschiedene Chroniken und Dokumente erwähnen weniger positive Interaktionen zwischen Anna und Polen. Es wird angenommen, dass die Kirche St. Anna, die vor 1390 in der Burg Vilnius gebaut wurde, nach ihr benannt wurde. Später wurde sie in die Kirche St. Barbara umbenannt, aber blieb nicht bis in die Gegenwart erhalten. Der flämische Reisende Ghillebert de Lannoy schrieb positiv über die Großfürstin.
Vor 1396 reisten sie und ihr Ehemann nach Kežmarok, um König Sigismund von Ungarn zu treffen und eine freundschaftliche Beziehung aufzubauen. Während sie lange redeten, kam es zu einem Brand, der die halbe Stadt verwüstete, was die ungarischen Adligen veranlasste, zu glauben, dass Vytautas Gefolge darin involviert gewesen sei. Sigismund griff ein, klärte die Situation und nahm die Verhandlungen wieder auf. Nach dem Besuch gaben der Großfürst und seine Ehefrau König Sigismund viele Geschenke, darunter einen Mantel, einen Hut und einen mit Gold besetzten Handschuh aus Zobelfell. Die Details all dieser Geschenke, die „von Vytautas Ehefrau übergeben wurden“, wurden in einer Chronik festgehalten, die von Eberhard Windeck, einem engen Vertrauten des ungarischen Königs, der später auch König von Böhmen und Kaiser des Heiligen Römischen Reichs wurde, verfasst wurde.
Nach Annas Tod im Jahr 1418 wollte Vytautas ihre Nichte Uljana Olschanski, die Tochter von Iwan Olschanski, heiraten. Der polnische Historiker Jan Długosz fügt hinzu, dass Iwan von Karatschew, der erste Ehemann von Uljana, von Vytautas ermordet wurde, um sie zu heiraten. Der Bischof von Vilnius lehnte die Heirat aufgrund der engen Verwandtschaftsverhältnisse (Vytautas war Uljanas Schwiegeronkel) ab und verlangte von ihnen, dafür erst die Zustimmung des Papstes zu erhalten. Schließlich wurden sie vom Bischof vom Włocławek getraut.

## Herkunft
Es wird in der Wissenschaft intensiv darüber debattiert, wer Annas Eltern waren. Der Chronik von Bychowiec, einer späten und unzuverlässigen Quelle zufolge, war Anna die Schwester Juri Swjatoslawitschs, des letzten souveränen Herrschers von Smolensk. Ein Dokument aus dem Jahr 1413 erwähnt einen „russischen Fürst namens Basil“ als Vytautas Schwager. In der Tat lautete der Name eines von Annas (und Juris) Brüdern Basil. Lange Zeit war das die einzige Theorie über ihre Herkunft, allerdings erwähnt keine andere zeitgenössische Quelle diese Beziehung, obwohl Litauen und Smolensk mehrmals miteinander Krieg führten. Die erste litauische Chronik, die noch zu Vytautas Lebzeiten geschrieben wurde, beschreibt detailliert, wie die Kriege gegen Smolensk in den Jahren 1386, 1395, 1401 und 1404 geführt wurden, aber erwähnt nichts darüber, dass Vytautas und Juri Schwäger gewesen seien.
1933 veröffentlichte der litauische Historiker Ignas Jonynas eine Studie, in der er versuchte, die Chronik von Bychowiec zu widerlegen und zu zeigen, dass Anna keine orthodoxe slawische Fürstin war, sondern die Tochter eines örtlichen litauischen Adligen. Er behauptete, dass Anna die Schwester von Sudimantas, einem Adligen aus Eišiškės (im heutigen Litauen) und Befehlshaber von Vytautas Armee war. Die Chronik des Deutschen Ordens erwähnt Sudimantas als Swoger (Schwager) von Vytautas. Ein anderes Dokument aus dem Jahr 1416 bezeichnete Sudimantas als Magen, ein Wort, mit dem normalerweise ein Blutsverwandter bezeichnet wurde. Seit Jonynas Studie wurde Sudimantas in verschiedenen Quellen als Annas Bruder, Vater, oder dem Ehemann der Schwester präsentiert.
Der polnische Historiker Jan Tegowski widersprach Jonynas und behauptete, dass sowohl Sudimantas, als auch Lew von Drutsk (der ebenfalls als Vytautas Swoger erwähnt wird), mit Schwestern von Vytautas erster Ehefrau, Prinzessin Maria von Lukoml, verheiratet gewesen seien. Jonynas drückte ernste Zweifel darüber aus, ob Maria, die Tochter Andreis, überhaupt existierte. Informationen über sie finden sich ebenfalls in der unverlässlichen Chronik von Bychowiec. Die einzige zeitgenössische Quelle, die Maria von Lukoml erwähnt, reicht bis in die Jahre 1440 bis 1443 zurück und beschäftigt sich mit der Aufteilung ihres Vermögens nach ihrem Tod, erwähnt allerdings keine Beziehung zu Vytautas.